# جيفرسون بايانو
جيفرسون سيلفا دوس سانتوس (بالبرتغالية: Jefferson Silva dos Santos‏) المعروف باسم جيفرسون بايانو (بالبرتغالية: Jefferson Baiano‏) (ولد في 10 مايو 1995 في البرازيل) لاعب كرة قدم برازيلي يجيد اللعب في مركز المهاجم. يلعب حاليا لصالح الحالة الذي ينافس في الدوري البحريني الممتاز منذ 2021.

## وصلات خارجية
جيفرسون بايانو على موقع رابطة كرة القدم اليابانية للمحترفين (اليابانية)
- جيفرسون بايانو على موقع دوري كوريا الجنوبية (الإنجليزية)
- جيفرسون بايانو على موقع قاعدة بيانات كرة القدم.إي يو (الإنجليزية)
- جيفرسون بايانو على موقع Soccerway.com (الإنجليزية)
- جيفرسون بايانو على موقع عالم كرة القدم.نت (الإنجليزية)